# بوب هارغريف
بوب هارغريف (بالإنجليزية: Bob Hargrave)‏ هو لاعب كرة قدم أمريكية أمريكي، ولد في 17 نوفمبر 1921، وتوفي في 28 يوليو 2014.